# Sapotaceae
Sapotaceae is een botanische naam, voor een familie van tweezaadlobbige planten; de naam is gebaseerd op de geslachtsnaam Sapota, een naam die nu als synoniem van Manilkara beschouwd wordt. Een familie onder deze naam wordt algemeen erkend door systemen voor plantentaxonomie.
De familie bevat zo'n duizend soorten groenblijvende bomen en struiken in enkele tientallen geslachten, waarbij aangetekend kan worden dat er traditioneel buitengewoon weinig overeenstemming is geweest over het aantal geslachten. Deze komen voor in tropische en subtropische gebieden.
Veel soorten bevatten eetbare vruchten, of hebben ander economisch nut. Voorbeelden van soorten met eetbare vruchten zijn sapodilla (Manilkara zapota), Manilkara chicle, cainito (Chrysophyllum cainito), abiu, lucuma, canistel (Pouteria campechiana), mamey sapota (Pouteria sapota), Shea boom (Vitellaria paradoxa) en Planchonella australis. De zaadjes van de arganboom (Argania spinosa) produceren een eetbare olie, die traditioneel in Marokko geoogst wordt. Veel soorten leveren bruikbaar hout, zoals het massaranduba.
Bomen in het geslacht Palaquium produceren een belangrijke latex (guttapercha) met een zeer uiteenlopend gebruik.
In het Cronquistsysteem (1981) is de familie geplaatst in een orde Ebenales.

## Lijst van geslachten[1]
| - Amorphospermum - Argania - Aubregrinia - Autranella - Baillonella - Beccariella - Breviea - Burckella - Capurodendron - Chromolucuma - Chrysophyllum - Corbassona - Delpydora - Diploknema - Diploon | - Eberhardtia - Ecclinusa - Elaeoluma - Englerophytum - Faucherea - Inhambanella - Iteiluma - Labramia - Lecomtedoxa - Leptostylis - Letestua - Madhuca - Magodendron - Manilkara - Micropholis | - Mimusops - Monotheca - Neohemsleya - Neolemonniera - Nesoluma - Niemeyera - Northea - Ochrothallus - Omphalocarpum - Palaquium - Payena - Pichonia - Planchonella - Pleioluma - Pouteria | - Pradosia - Pycnandra - Sarcaulus - Sarcosperma - Sebertia - Sersalisia - Sideroxylon - Synsepalum - Tieghemella - Trouettia - Van-royena - Vitellaria - Vitellariopsis - Xantolis |